# Володя большой, Володя маленький
«Володя большой, Володя маленький» — советский художественный телефильм 1985 года. Снят по мотивам рассказа «Володя большой и Володя маленький» и других произведений Чехова.

## Сюжет
Действие происходит в захолустном маленьком городке. Серость и убогость провинциальной жизни не оставляют Софье Львовне, героине фильма, надежды на осуществление её мечты. Софья Львовна вышла замуж за немолодого Владимира Ягича, потому что он был богат, и потому что ей хотелось досадить молодому доктору Владимиру Салимовичу, в которого она была влюблена ещё с детства.

## В ролях
- Ольга Мелихова — Софья Львовна
- Ростислав Янковский — Владимир Никитич Ягич («Володя большой»)
- Олег Меньшиков — Владимир Михайлович Салимович («Володя маленький»)
- Валентина Василенко — Маргарита Александровна
- Александр Вокач — Лев Андреевич
- Виктория Корсун — Ольга
- Людмила Лобза — прислуга Льва Андреевича
- Юрий Дубровин — Степан, лакей
- Наталия Гебдовская — прихожанка
- Неонила Гнеповская — эпизод

## Съёмочная группа
- Автор сценария и режиссёр: Вячеслав Криштофович
- Оператор: Василий Трушковский
- Композитор: Вадим Храпачёв
- Художник-постановщик: Алексей Левченко